# Santa Catarina de Tepehuanes
Santa Catarina de Tepehuanes är en ort i Mexiko.   Den ligger i kommunen Tepehuanes och delstaten Durango, i den centrala delen av landet, 900 km nordväst om huvudstaden Mexico City. Santa Catarina de Tepehuanes ligger 1 809 meter över havet och antalet invånare är 4 800.
Terrängen runt Santa Catarina de Tepehuanes är huvudsakligen kuperad, men den allra närmaste omgivningen är platt. Santa Catarina de Tepehuanes ligger nere i en dal. Runt Santa Catarina de Tepehuanes är det mycket glesbefolkat, med 6 invånare per kvadratkilometer. Santa Catarina de Tepehuanes är det största samhället i trakten. Omgivningarna runt Santa Catarina de Tepehuanes är i huvudsak ett öppet busklandskap.